# Phantasos

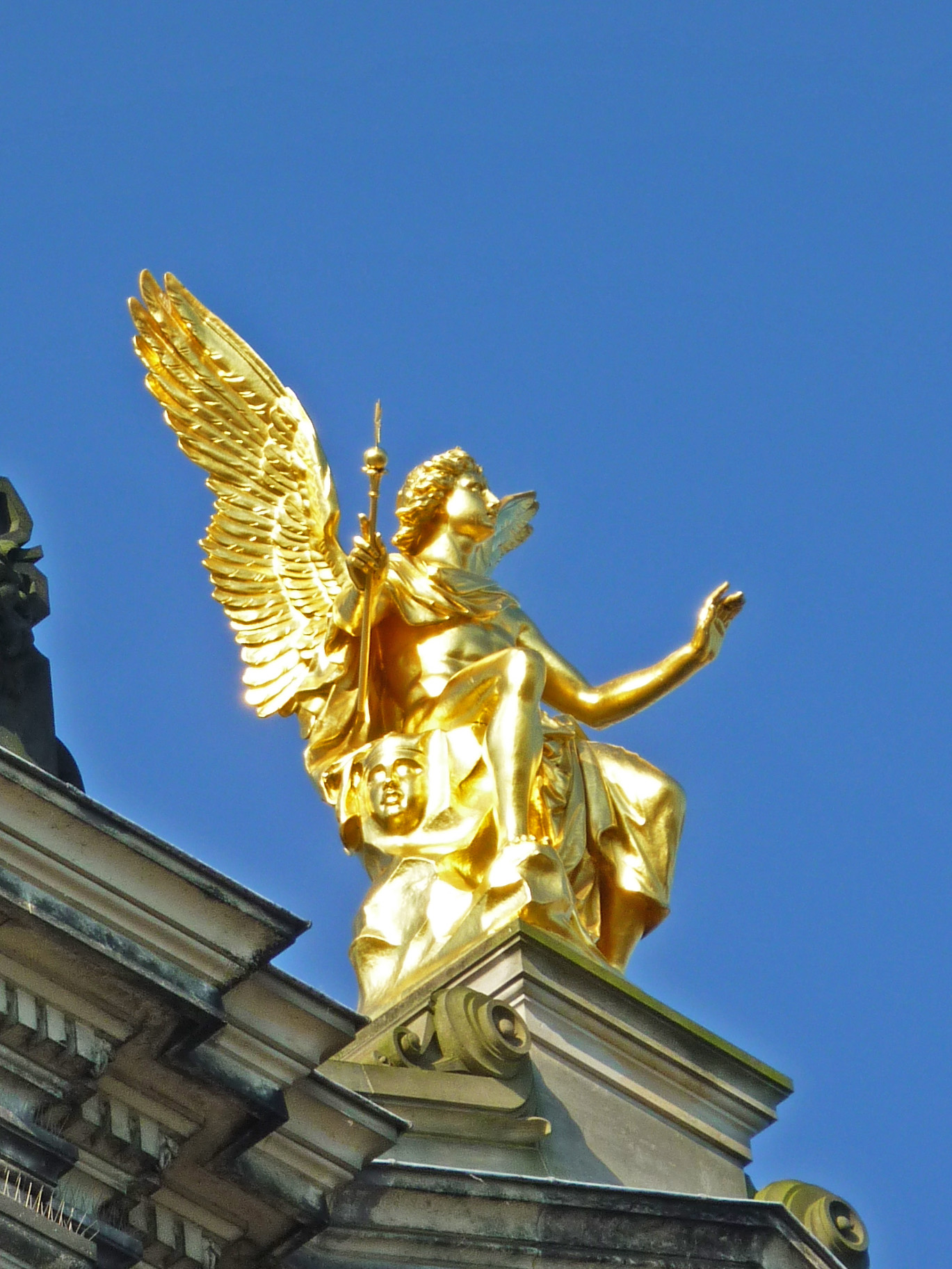
Phantasos à l'angle ouest de l'Académie des Beaux-Arts de Dresde par Robert Henze.

Dans la mythologie grecque, Phantasos (en grec ancien Φαντασός / Phantasós, « Apparition ») est un des Oneiroi. Il n'est cité que par Ovide dans ses Métamorphoses, qui en fait le fils d'Hypnos et le compagnon de ses frères Morphée et Phobétor :

« Un troisième, c'est Phantasos, emploie des prestiges différents. Il se change en terre, en pierre, en onde, en arbre ; il occupe tous les objets qui sont privés de vie. »

— (XI, 642-644 ; trad. G.T. Villenave, Paris, 1806)

### Sources
- Ovide, Métamorphoses [détail des éditions] [lire en ligne] (XI, 642-644).